# Nami Tamaki
Nami  Tamaki (玉置成実, Tamaki Nami, Wakayama, 1 de junho de 1988) é uma cantora e atriz japonesa. Ela começou a carreira quando foi selecionada num concurso da Sony Music Japan onde havia mais de 5 000 concorrentes. Na audição de 2003, ela cantou e dançou para Destiny's Child. Ela também já fez comerciais de diversos animes e Video games, além de participar de filmes. Ela atuou no filme live-action de Lovely Complex, e é ela que canta a música "You're the Music in Me", do filme High School Musical 2, na versão japonesa. Tamaki fez um cover de "Storm", da banda Luna Sea, para o álbum de tributo Luna Sea Memorial Cover Album.

## Discografia

### Álbuns
| #          | Informação                                                   | Posição nas paradas |
| ---------- | ------------------------------------------------------------ | ------------------- |
| 1º álbum   | Greeting - Lançamento: 25 de Fevereiro de 2004               | #5                  |
| 2º álbum   | Make Progress - Lançamento: 11 de Maio de 2005               | #1                  |
| 3º álbum   | Speciality - Lançamento: 12 de Julho de 2006                 | #1                  |
| Compilação | Graduation ～Singles～ - Lançamento: 29 de Novembro de 2006  | #6                  |
| 4º álbum   | Don't Stay - Lançamento: 23 de Abril de 2008                 | #14                 |
| Compilação | Tamaki Nami Reproduct Best - Lançamento: 25 de Março de 2009 | #84                 |
| 5º álbum   | STEP - Lançamento: 24 de Fevereiro de 2010                   | #55                 |

### Singles

#### Sony Music Japan
| Álbum         | Single                                                                                | Posição mais alta  |
| Álbum         | Single                                                                                | Japão Oricon Chart |
| ------------- | ------------------------------------------------------------------------------------- | ------------------ |
| Greeting      | Believe - Lançado: 23 de Abril de 2003                                                | 6                  |
| Greeting      | Realize - Lançado: 24 Julho de 2003                                                   | 3                  |
| Greeting      | Prayer - Lançado: 12 de Novembro de 2003                                              | 12                 |
| Greeting      | Shining Star ☆忘れないから☆ (Wasurenaikara) - Lançado: 28 de Janeiro de 2004          | 10                 |
| Make Progress | 大胆にいきましょう↑Heart & Soul↑ (Daitan ni Ikimashou) - Lançado: 14 de Julho de 2004 | 13                 |
| Make Progress | Reason - Lançado: 10 de Novembro de 2004                                              | 2                  |
| Make Progress | Fortune - Lançado: 26 de Janeiro de 2005                                              | 6                  |
| Make Progress | Heroine - Lançado: 4 de Abril de 2005                                                 | 6                  |
| Speciality    | Get Wild - Lançado: 2 de Novembro de 2005                                             | 7                  |
| Speciality    | MY WAY/Sunrise - Lançado: 24 de Março de 2006                                         | 18                 |
| Speciality    | Result - Lançado: 3 de Maio de 2006                                                   | 5                  |
| Speciality    | Sanctuary - Lançado: 7 de Junho de 2006                                               | 12                 |
| Don't Stay    | Cross Season - Lançado: 14 de Março de 2007                                           | 23                 |
| Don't Stay    | Brightdown - Lançado: 29 de Agosto de 2007                                            | 8                  |
| Don't Stay    | Winter Ballades - Lançado: 26 de Dezembro de 2007                                     | 19                 |

#### Universal Music Japan
| Álbum | Single                                                                    | Maior posição alçançada nas paradas |
| Álbum | Single                                                                    | Japão Oricon Chart                  |
| ----- | ------------------------------------------------------------------------- | ----------------------------------- |
| STEP  | Give Me Up - Lançado: 25 de Março de 2009                                 | #18                                 |
| STEP  | Friends! - Lançado: 29 de Julho de 2009                                   | #25                                 |
| STEP  | もしも願いが．．． (Moshimo Negai ga...) - Lançado: 14 de Outubro de 2009 | #20                                 |
| STEP  | 思い出になるの？ (Omoide ni naru no?) - Lançado: 17 de Fevereiro de 2010  | #138                                |

### Outras canções compiladas
- Blue Jeans Memory - Masahiko Kondo|Matchy Tribute (25 de Janeiro de 2006)
- Storm - Luna Sea Memorial Cover Album -Re:Birth- (19 de Dezembro de 2007)
- Tonari no TOTORO by JAZZIDA GRANDE feat.Nami Tamaki - Ghibli meets Lovers Reggae (8 de Julho de 2009)

### DVDs
- Believe DVD - 12 de Novembro de 2003
- Realize DVD - 17 de Dezembro de 2003
- Greeting DVD - 19 de Maio de 2004
- Make Progress DVD - 6 de Julho de 2005
- NAMI TAMAKI 2nd CONCERT "Make Progress～road to～" DVD - 5 de Outubro de 2005
- Speciality DVD - 30 de Agosto de 2006
- NAMI TAMAKI Best CONCERT "My Graduation" DVD - 13 de Junho de 2007
- Gundam OP/END COLLECTION Volume2-21st Century- 25 de Agosto de 2009
- STEP DVD - 17 de Fevereiro de 2010